# 艾维莱尔
艾维莱尔（法語：Heiwiller，法語發音：[aivilɛʁ] ⓘ；德语：Heiweiler）是法国上莱茵省的一个市镇，属于阿尔特基什区。

## 地理
艾维莱尔（47°37'26"N, 7°19'12"E）面积2.04 平方千米，位于法国大東部大區上莱茵省，该省份为法国东部内陆省份，是阿尔萨斯的一部分，今与下莱茵省组成了阿尔萨斯欧洲集体，其北临下莱茵省，西接孚日省，西南接贝尔福地区省，东侧沿莱茵河与德国相望，南与瑞士接壤。
与艾维莱尔接壤的市镇（或旧市镇、城区）包括：奥贝尔莫尔斯克维莱、奥斯高恩、塔格斯多夫、瓦尔巴克。
艾维莱尔的时区为UTC+01:00、UTC+02:00（夏令时）。

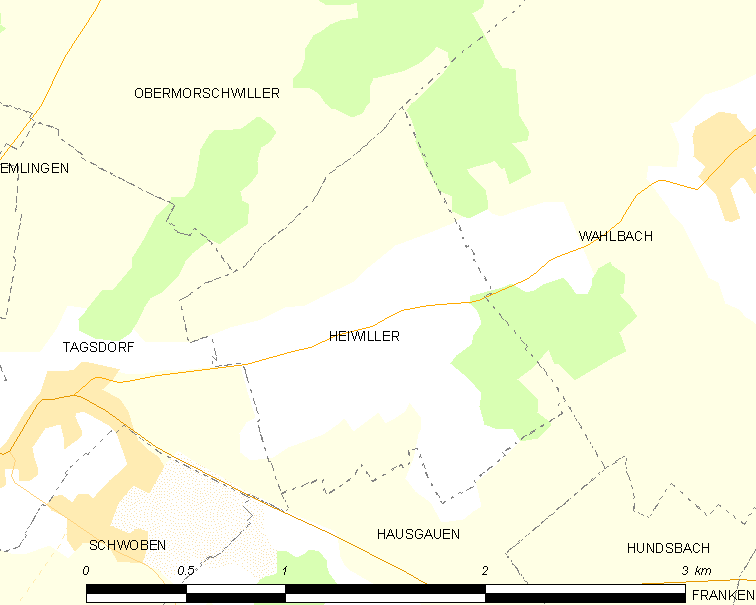
艾维莱尔的OSM定位图

## 行政
艾维莱尔的邮政编码为68130，INSEE市镇编码为68131。

## 政治
艾维莱尔所属的省级选区为阿尔特基什县。

## 人口

1962-2008年间艾维莱尔人口变化图示

艾维莱尔于2022年1月1日时的人口数量为180人。